# Liste der denkmalgeschützten Objekte in Kössen
Die Liste der denkmalgeschützten Objekte in Kössen enthält die 24 denkmalgeschützten, unbeweglichen Objekte der Gemeinde Kössen.

## Denkmäler
| Foto  |                 | Denkmal                                                                                                   | Standort                                                 | Beschreibung | Metadaten |
| ----- | --------------- | --- | -------------------------------------------------------- | --- | --- |
| ja    | Datei hochladen | Anna-Kapelle HERIS-ID: 79630 Objekt-ID: 93325 TKK: 14059                                                  | Außerkapelle 5, in der Nähe Standort KG: Kössen          | Der zweijochige Barockbau wurde 1725 erbaut. | BDA-Hist.: Q14546768 Status: § 2a Stand der BDA-Liste: 2025-06-30 Name: Anna-Kapelle GstNr.: .374 Anna-Kapelle (Kössen)                                                     |
| ja    | Datei hochladen | Volksschule Niederbichl HERIS-ID: 79633 Objekt-ID: 93328 TKK: 49756                                       | Bichlach 25 Standort KG: Kössen                          | Der zweigeschoßige Schulbau mit Schopfwalmdach wurde 1901/1902 erbaut, und 1955/1956 renoviert, 1989 erfolgten Umbauten. An der Südostecke Treppenhausrisalit unter Satteldach. Große Rechteckfenster; Fassadengliederung durch Putzfaschen. | BDA-Hist.: Q38171702 Status: § 2a Stand der BDA-Liste: 2025-06-30 Name: Volksschule Niederbichl GstNr.: 1276/3 Volksschule Niederbichl, Kössen                              |
| ja    | Datei hochladen | Hechenbichl-Kapelle HERIS-ID: 79636 Objekt-ID: 93331 TKK: 14223seit 2012                                  | bei Bichlach 65 Standort KG: Kössen                      | Die kleine, gemauerte Hofkapelle wurde 1812 erbaut. Sie hat einen dreiseitigen Chorschluss und ein steiles, schindelgedecktes Satteldach, das über dem Chor abgewalmt ist. Über der Rechtecktüre an der Stirnseite befindet sich ein Kruzifix. Das Tonnengewölbe innen hat schmale Stichkappen, im Gewölbe vier gemalte Medaillons mit den Evangelisten. | BDA-Hist.: Q38171712 Status: Bescheid Stand der BDA-Liste: 2025-06-30 Name: Hechenbichl-Kapelle GstNr.: .428 Hechenbichl-Kapelle, Kössen                                    |
| BW    | Datei hochladen | Gageser-Hof HERIS-ID: 39759 Objekt-ID: 39591 TKK: 14099                                                   | Bichlach 71 Standort KG: Kössen                          | | BDA-Hist.: Q37991162 Status: Bescheid Stand der BDA-Liste: 2025-06-30 Name: Gageser-Hof GstNr.: 1058                                                                        |
| BW    | Datei hochladen | Gageskapelle HERIS-ID: 39760 Objekt-ID: 39592 TKK: 14205                                                  | bei Bichlach 71 Standort KG: Kössen                      | | BDA-Hist.: Q37991171 Status: Bescheid Stand der BDA-Liste: 2025-06-30 Name: Gageskapelle GstNr.: 1049                                                                       |
| BW    | Datei hochladen | Schmelzhütte Gages, Kupferschmiede HERIS-ID: 39761 Objekt-ID: 39593 TKK: 14097                            | Bichlach 72 Standort KG: Kössen                          | | BDA-Hist.: Q37991180 Status: Bescheid Stand der BDA-Liste: 2025-06-30 Name: Schmelzhütte Gages, Kupferschmiede GstNr.: 1058                                                 |
| ja    | Datei hochladen | Widum HERIS-ID: 55675 Objekt-ID: 64431 TKK: 11496                                                         | Dorf 8 Standort KG: Kössen                               | | BDA-Hist.: Q38067119 Status: § 2a Stand der BDA-Liste: 2025-06-30 Name: Widum GstNr.: 55 Widum (Kössen)                                                                     |
| ja    | Datei hochladen | Geräteschuppen HERIS-ID: 79817 Objekt-ID: 93513 TKK: 11501                                                | gegenüber Dorf 8 Standort KG: Kössen                     | Der kleine, gemauerte, zweigeschoßige, längsrechteckige Bau mit steilem Satteldach wird als Geräteschuppen benutzt. | BDA-Hist.: Q38172065 Status: § 2a Stand der BDA-Liste: 2025-06-30 Name: Geräteschuppen GstNr.: .1 Geräteschuppen am Friedhof Kössen                                         |
| ja    | Datei hochladen | Kath. Pfarrkirche hll. Petrus und Paulus mit Friedhof HERIS-ID: 55676 Objekt-ID: 64432 TKK: 11530, 11501  | neben Dorf 10 Standort KG: Kössen                        | → Hauptartikel : Pfarrkirche Kössen f1 | BDA-Hist.: Q38067128 Status: § 2a Stand der BDA-Liste: 2025-06-30 Name: Kath. Pfarrkirche hll. Petrus und Paulus mit Friedhof GstNr.: .1 Pfarrkirche Kössen                 |
| ja    | Datei hochladen | Friedhofskapelle HERIS-ID: 79816 Objekt-ID: 93512 TKK: 11492                                              | bei Dorf 10 Standort KG: Kössen                          | | BDA-Hist.: Q38172054 Status: § 2a Stand der BDA-Liste: 2025-06-30 Name: Friedhofskapelle GstNr.: .1 Friedhofskapelle, Kössen                                                |
| ja    | Datei hochladen | Gasthaus Erzherzog Rainer HERIS-ID: 39764 Objekt-ID: 39596 TKK: 14118                                     | Dorf 10 Standort KG: Kössen                              | Das mächtige, zweigeschoßige, gemauerte und barockzeitlich reich bemalte Mittelflurhaus über rechteckigem Grundriss hat ein flaches Satteldach, über dem Kielbogenportal ist die Bauinschrift 1567 zu erkennen. Der Bau wurde im 18. Jahrhundert umgestaltet. An der südlichen Stirnseite mehrere Polygonalerker, darüber Giebelsöller mit einem Geländer aus Holzbalustern. Die Rechteckfenster sind mit reich gemalten, barocken Rahmen versehen, im Giebelfeld ist eine Muttergottes auf Wolken aufgemalt. An der westlichen Traufseite Malerei der Hl. Dreifaltigkeit mit den hll. Maria, Sebastian, Johannes d. T. und Florian auf Wolken. Zum Dachansatz werden das Giebelfeld und die Traufseiten mit eierstabförmiger Malerei und Festons abgeschlossen. Innen befindet sich ein tonnengewölbter Mittelflur. | BDA-Hist.: Q37991190 Status: Bescheid Stand der BDA-Liste: 2025-06-30 Name: Gasthaus Erzherzog Rainer GstNr.: .11 Gasthof Erzherzog Rainer, Kössen                          |
| ja    | Datei hochladen | Kriegerdenkmal HERIS-ID: 79813 Objekt-ID: 93509 TKK: 49774                                                | bei Dorf 11 Standort KG: Kössen                          | Das Kriegerdenkmal besteht aus einem hohen, zweistufigen, sich verjüngenden, gemauerten Sockel mit Namenstafeln und dem Relief eines sterbenden Soldaten mit Kruzifix. Als Krönung ein Felsblock mit Tiroler Adler und Fahne. Es wurde 1962 errichtet. | BDA-Hist.: Q38172022 Status: § 2a Stand der BDA-Liste: 2025-06-30 Name: Kriegerdenkmal GstNr.: 18/2 Kriegerdenkmal Kössen                                                   |
| ja    | Datei hochladen | Aufbahrungshalle HERIS-ID: 79815 Objekt-ID: 93511 TKK: 11498                                              | bei Dorf 18 Standort KG: Kössen                          | Die Aufbahrungshalle mit offenem Vorraum und Walmdach wurde 1963 nach Plänen von Josef Menardi errichtet. Die Fassadenmalerei mit der Auferweckung des Lazarus und die quadratischen Nordfenster in rot-blauer Bleiverglasung mit Passionsszenen wurden von Fred Hochschwarzer geschaffen. | BDA-Hist.: Q38172044 Status: § 2a Stand der BDA-Liste: 2025-06-30 Name: Aufbahrungshalle GstNr.: 130/1 Mortuary Kössen                                                      |
| ja    | Datei hochladen | Arzthaus Mittermaier HERIS-ID: 45650 Objekt-ID: 47031 TKK: 14130                                          | Dorf 50 Standort KG: Kössen                              | Das von Franz Baumann entworfene Arzthaus wurde von 1933 bis 1934 gebaut und besteht aus einem abgerundeten und in Blockbauweise errichteten Hauptteil. Auch die Inneneinrichtung mit ihren Einbaumöbeln wurde großteils von Baumann entworfen. | BDA-Hist.: Q38017181 Status: Bescheid Stand der BDA-Liste: 2025-06-30 Name: Arzthaus Mittermaier GstNr.: 60/2 Arzthaus Mittermaier, Kössen                                  |
| BW    | Datei hochladen | Moserberg-Bildstöckl HERIS-ID: 79647 Objekt-ID: 93342 TKK: 14175                                          | Fritzing 1, in der Nähe Standort KG: Kössen              | Der aus Granit geformte Schaft hat einen tabernakelartigen Aufsatz mit einer flachen, rechteckigen Nische und stark verwitterter Blechtafel. Der Bildstock stammt vermutlich aus dem 18. Jahrhundert. | BDA-Hist.: Q38171723 Status: § 2a Stand der BDA-Liste: 2025-06-30 Name: Moserberg-Bildstöckl GstNr.: 3074/2                                                                 |
| BW    | Datei hochladen | 15 Bildsäulen mit Rosenkranzgeheimnissen HERIS-ID: 79796 Objekt-ID: 93492 TKK: 14172                      | Klobensteiner Straße Standort KG: Kössen                 | Die 15 hölzernen Bildsäulen mit den Rosenkranzgeheimnissen wurden 1927 neu aufgestellt. Auf den sich nach oben verjüngenden Schäften befinden sich tabernakelartige Aufsätze mit Bildtafeln von Michael Lackner senior. Anmerkung: Die Bildsäulen befinden sich auf Privatgrund, der durch „Betreten verboten“-Schilder abgesperrt ist. | BDA-Hist.: Q38171951 Status: § 2a Stand der BDA-Liste: 2025-06-30 Name: 15 Bildsäulen mit Rosenkranzgeheimnissen GstNr.: 2417/1                                             |
| ja    | Datei hochladen | Wallfahrtskirche, Loreto-Kapelle und Mariahilf-Kapelle HERIS-ID: 79798 Objekt-ID: 93494 TKK: 14078, 14063 | bei Klobensteiner Straße 73 Standort KG: Kössen          | Die Loretokapelle wurde 1701 erbaut. Die Mariahilfkapelle wurde von 1731 bis 1733 erbaut. Die Loreto- und Mariahilfkapelle wurden 1890 baulich mit einem Gang verbunden. | BDA-Hist.: Q38171961 Status: § 2a Stand der BDA-Liste: 2025-06-30 Name: Wallfahrtskirche, Loreto-Kapelle und Mariahilf-Kapelle GstNr.: .583 Maria Klobenstein               |
| ja BW | Datei hochladen | Lourdeskapelle, Wasser-Kapelle HERIS-ID: 79800 Objekt-ID: 93496 TKK: 14095                                | Klobensteiner Straße 73, in der Nähe Standort KG: Kössen | Die Lourdeskapelle wurde 1886 erbaut. | BDA-Hist.: Q38171982 Status: § 2a Stand der BDA-Liste: 2025-06-30 Name: Lourdeskapelle, Wasser-Kapelle GstNr.: .714 Lourdeskapelle, Klobenstein                             |
| BW    | Datei hochladen | Felspietà Steinfrau HERIS-ID: 79808 Objekt-ID: 93504 TKK: 14164                                           | Klobensteiner Straße Standort KG: Kössen                 | Bei der Steinfrau handelt es sich um einen kleinen Felsen mit rundbogiger Nische, darin hinter einem Wabengitter ein Tafelbild Pietà. Bezeichnet mit 1778. | BDA-Hist.: Q38171996 Status: § 2a Stand der BDA-Liste: 2025-06-30 Name: Felspietà Steinfrau GstNr.: 4598                                                                    |
| ja    | Datei hochladen | Kapelle der kath. Jungschar HERIS-ID: 79681 Objekt-ID: 93376 TKK: 49780                                   | bei Loferberg 9 Standort KG: Kössen                      | | BDA-Hist.: Q38171772 Status: § 2a Stand der BDA-Liste: 2025-06-30 Name: Kapelle der kath. Jungschar GstNr.: 3670 Kapelle kath. Jungschar, Kössen                            |
| ja    | Datei hochladen | Staffenbrücke mit hl. Johannes Nepomuk-Bildstock HERIS-ID: 79658 Objekt-ID: 93353 TKK: 49567              | Mühlbachweg Standort KG: Kössen                          | Die 2004 in Holzbauweise errichtete Staffenbrücke über die Großache ist eine der größten Straßenbrücken aus Holz in Europa. Der an der gleichen Stelle bestehende schmale Steg wurde 1911 durch eine einspurige Holzbrücke ersetzt. Das Haupttragesystem der Staffenbrücke ist eine Fachwerkkonstruktion aus Brettschichtholz mit Zuggliedern aus Stahl und einer freien Spannweite von 50,4 m. Die Dachkonstruktion besteht im Bereich des Hauptdaches aus Pfetten in Brettschichtholz, Sparren aus Vollholz und einer Dachschalung aus Massivholzplatten. Auf der Brücke ist ein Bildstock mit einer kleinen Skulptur des hl. Johannes Nepomuk aus der 2. Hälfte des 19. Jahrhunderts in einem durch ein Wabengitter verschlossenen Bretterkasten angebracht.                                                      | BDA-Hist.: Q38171752 Status: § 2a Stand der BDA-Liste: 2025-06-30 Name: Staffenbrücke mit hl. Johannes Nepomuk-Bildstock GstNr.: 4708, 4586/2, 4498/1 Staffenbrücke, Kössen |
| ja    | Datei hochladen | Kruzifix HERIS-ID: 79656 Objekt-ID: 93351 TKK: 14184                                                      | bei Lendgasse 1 Standort KG: Kössen                      | Das große Wegkreuz unter runder Blechbedachung stammt aus der 2. Hälfte des 18. Jahrhunderts. Es befindet sich westlich der Brücke über die Großache. Der Corpus im Dreinageltypus hat die Arme annähernd waagrecht ausgebreitet und die Beine angewinkelt, der Kopf mit der geschnitzten Dornenkrone ist seitlich zur Schulter geneigt. Das Kreuz hat dreipassförmige Enden und einen einzeiligen Titulus. | BDA-Hist.: Q38171741 Status: § 2a Stand der BDA-Liste: 2025-06-30 Name: Kruzifix GstNr.: 4498/1                                                                             |
| ja    | Datei hochladen | Marterl, Ecce Homo HERIS-ID: 79810 Objekt-ID: 93506 TKK: 14178                                            | Standort KG: Kössen                                      | In einer rechteckigen Felsnische befindet sich eine bemalte Blechtafel: gefesselter Christus mit Dornenkrone und Schilfrohr unter einem gemauerten Bogen. Das Marterl stammt vermutlich aus dem 18. Jahrhundert. | BDA-Hist.: Q38172004 Status: § 2a Stand der BDA-Liste: 2025-06-30 Name: Marterl, Ecce Homo GstNr.: 174/1 Ecce-Homo-Marterl, Kössen                                          |
| ja    | Datei hochladen | Kalvarienberg-Bildstock HERIS-ID: 79811 Objekt-ID: 93507 TKK: 14157                                       | Leitweg 31, in der Nähe Standort KG: Kössen              | Der kleine, gemauerte Nischenbildstock mit Satteldach stammt aus der 1. Hälfte des 18. Jahrhunderts und wurde 1979 renoviert. Das Kruzifix in der durch ein Gitter verschlossenen Segmentbogennische wird Josef (Anton) Haid (1801–1858) zugeschrieben. Unterhalb kleine Rundbogennische mit Lourdesgrotte. | BDA-Hist.: Q38172013 Status: § 2a Stand der BDA-Liste: 2025-06-30 Name: Kalvarienberg-Bildstock GstNr.: 174/1 Kalvarienberg, Kössen                                         |